# Rudarius minutus
Rudarius minutus és una espècie de peix de la família dels monacàntids i de l'ordre dels tetraodontiformes.

## Morfologia
- Els mascles poden assolir 5 cm de longitud total.[5][6]

## Hàbitat
És un peix marí, de clima tropical i associat als esculls de corall que viu entre 2-15 m de fondària.

## Distribució geogràfica
Es troba a Queensland (Austràlia), Borneo, les Filipines, Indonèsia, Papua Nova Guinea i Palau.

## Observacions
És inofensiu per als humans.